# Дунець Василь Васильович
Василь Васильович Дунець (20 серпня 1934 — 26 листопада 1982, Ташкент, Узбецька РСР, СРСР — радянський військовик, генерал-майор, учасник Афганської війни.

## Біографія
Василь Дунець народився 20 серпня 1934 року.
До 1980 року полковник Василь Васильович Дунець служив начальником розвідувального відділу 40-ї армії — обмеженого контингенту радянських військ в Демократичній Республіці Афганістан. Під його керівництвом здійснювалися розвідувальні операції біля республіки. Так, восени 1980 року Дунець контролював перекриття шляхів відходу бунтівникам із міста Герата у напрямку Ірану.
Незабаром Дунцю було присвоєно військове звання генерал-майора, він був призначений на посаду начальника військової розвідки Туркестанського військового округу. За обов'язком своєї служби продовжував контролювати ситуацію в Афганістані, неодноразово виїжджав у відрядження до республіки.
У 1982 році генерал-майор Василь Васильович Дунець важко захворів на вірусний гепатит («жовтуха»). Через пізно розпочате лікування він помер у військовому госпіталі через два дні після госпіталізації. За версією його дружини, генерал був навмисне отруєний.
Дунець був похований на Лук'янівському військовому цвинтарі Києва. У пам'ятні дати Афганської війни на могилі генерала збираються ветерани військової розвідки, які служили під його керівництвом.
Був нагороджений орденами Червоної Зірки і «За службу Батьківщині у Збройних Силах СРСР» 3-го ступеня та багатьма медалями.